# جوفيكا لاكيتش
جوفيكا لاكيتش هو لاعب كرة قدم صربي في مركز الوسط، ولد في 4 سبتمبر 1974 في Kikinda ‏ في صربيا. لعب مع توربيدو موسكو ونادي أوبليتش.

## وصلات خارجية
- جوفيكا لاكيتش على موقع قاعدة بيانات كرة القدم.إي يو (الإنجليزية)
- جوفيكا لاكيتش على موقع Soccerway.com (الإنجليزية)